# Profundulus hildebrandi
Profundulus hildebrandi är en fiskart som beskrevs av Miller, 1950. Profundulus hildebrandi ingår i släktet Profundulus och familjen Profundulidae. IUCN kategoriserar arten globalt som starkt hotad. Inga underarter finns listade i Catalogue of Life.